# Várfölde
Várfölde è un comune dell'Ungheria di 233 abitanti (dati 2001). È situato nella contea di Zala.